# Francisco de Orantes y Villena
Francisco Antonio de Orantes Vélez y Villena O.F.M., más conocido como Fray Francisco de Orantes (Cuéllar, 1516 - Oviedo, 12 de octubre de 1584) fue un religioso franciscano, teólogo y escritor español destacado por sus cargos de confesor de don Juan de Austria (1575-1578) y obispo de Oviedo (1581-1584).

## Primeros años
Nació en la villa de Cuéllar (Segovia) en el año 1516, siendo hijo de Juan de Orantes y Villena y de María Vélez de Guevara, ambos pertenecientes a la pequeña nobleza de la localidad. Cursó sus primeras letras en el Estudio de Gramática de Cuéllar. El 13 de agosto de 1535 ingresó en el convento de San Francisco de Valladolid y más tarde estudió en la Universidad de Alcalá, siendo colegial del de San Pedro y San Pablo, y más tarde en la de Salamanca, donde tuvo como profesor a Alfonso de Castro. Una vez finalizados sus estudios, regresó al convento franciscano de Valladolid, donde fue profesor de teología.
En 1561 fue enviado por Juan Fernández de Valtodano, obispo de Palencia como su procurador al Concilio de Trento. Una vez finalizado fue nombrado guardián del convento, y al año siguiente predicó en su congregación la fiesta del Día de Todos los Santos, cuyo discurso fue publicado por Nicolás Coleti.

## Confesor del príncipe en Flandes
En 1575 obtuvo el cargo de ministro provincial de su orden, puesto al que renunció tras ser nombrado por Felipe II de España confesor del príncipe don Juan de Austria, por lo que se trasladó a Madrid. Acompañó a don Juan a contra los turcos, para la que su hermano le había nombrado Capitán General de la Liga Santa y estuvo con él en la victoria de la batalla de Lepanto. En 1576 viajó a Alemania, acompañando a don Juan, con motivo de las guerras en Flandes y permaneció junto a él hasta su muerte, ocurrida en Bouges, cerca de Namur (actual Bélgica) el 1 de octubre de 1578. Además de confesor de don Juan, sirvió también como vicario general de los ejércitos y como comisario general de la Armada de Levante. Su estancia en Flandes fue recogida por Nicolás Antonio en su Bibliotheca hispana nova, así como en la de Juan de San Antonio.
Tras la muerte del príncipe, envió a Felipe II de España una relación de sus últimos días y muerte, que fue publicada en edición moderna por Eduardo Toda y Güell. Además, durante su estancia en Alemania escribió su Epístola de Ecclesia, una obra contra la tesis de Miguel Bayo acerca de la iglesia y la naturaleza del ser humano, que se publicó en Colonia en 1580.

## Obispado de Oviedo y muerte
Regresó a España para dar cuenta al rey de lo sucedido en Flandes, y una vez allí, fue nombrado consultor del Santo Oficio de la Inquisición de Murcia. Poco después el monarca le presentó para ocupar la Diócesis de Oviedo, vacante por la muerte de Gonzalo de Solórzano, acaecida en 1580. El 6 de marzo de 1581 fue nombrado obispo de Oviedo, y el 15 de mayo del mismo año fue consagrado en Madrid.
Su residencia apenas duró tres años, falleciendo en Oviedo el 12 de octubre de 1584. Fue enterrado en la catedral de San Salvador de la ciudad, en la capilla mayor y en el lado de la Epístola, junto a las gradas del altar mayor. Sobre su sepulcro se grabó la inscripción: «Aquí yace sepultado D. Fr. Francisco de Orantes y Villena, Confesor del Señor Don Juan de Austria, y Obispo de Oviedo. Falleció a XII de Octubre de MDLXXXIV». Su lápida, al igual que la de otros muchos obispos de la ciudad, desapareció a causa de las obras llevadas a cabo en la catedral en el siglo XIX durante el mandato del obispo Gregorio Ceruelo la Fuente, quien renovó por completo el suelo.
Dentro de sus obras destaca por encima de todas su Locorum Catholicorum pro Romana fide adversus Calvini intitutiones, un tratado sobre Job publicado en Venecia en 1563, en el que refuta las teorías de Juan Calvino, y del que se hicieron tres reediciones: dos de ellas en París en 1565 y 1566 y otra tardía en Roma en 1795. Por este tipo de obras recibe numerosos elogios, como el de Martin Eisengrein, quien le califica de «doctísimo en las Letras sagradas y profanas, muy ejercitado en refutar a los herejes».
| Predecesor: Gonzalo Solórzano | Obispo de Oviedo 1581–1584 | Sucesor: Diego Aponte Quiñones |